# 5 Geschwister
5 Geschwister (früher auch: Fünf Geschwister) ist der Titel einer der erfolgreichsten Abenteuerserien christlicher Kinder- und Jugendliteratur in Deutschland.

## Geschichte
Der erste Band der Serie erschien 1980 unter dem Titel Fünf Geschwister auf der Abenteuerburg im damaligen Verlag Schulte & Gerth. Inspiriert zu seinem ersten Buch hatten Pfarrer Dieter B. Kabus seine eigenen fünf Kinder. Auf der vergeblichen Suche nach geeigneter spannender Lektüre mit christlicher Botschaft für seine Tochter Esther aus erster Ehe sowie die vier Adoptivkinder Marianne, Petra, Hans-Georg und Alexander aus zweiter Ehe, entschied sich Kabus schließlich die offensichtliche Marktlücke selbst zu schließen. Die Kinder wurden namentlich die Helden seiner Abenteuergeschichten. Der Erfolg der Bücher bestätigte das von Kabus erkannte Defizit auf dem christlichen Buchmarkt und veranlasste ihn, entgegen seinem Vorhaben die Serie nach dem dritten Band zu beenden, insgesamt zehn Bände zu schreiben. 1994 zählte die Serie bereits insgesamt 200.000 verkaufte Exemplare. Auch wurden einige Bücher in weitere Sprachen wie ins Schwedische, Norwegische und Englische übersetzt.
Nahtlos an den Erfolg der Bücher knüpften auch die Hörspieladaptionen von Günter Schmitz an. Die Hörspielkassetten erschienen 1989 und 1990 in Koproduktion der Label S+G und Bella Musica und wurden 2006 schließlich auch auf CD veröffentlicht.
Nachdem Kabus 1993 mitten in den Vorbereitungen zu einem Interaktiv-Abenteuer verstorben war, führte seine Tochter Esther, verheiratete Brudermann, das Projekt zu Ende. Das Buch erschien 1994 unter dem Titel 5 Geschwister – Die Endlosgeschichte. Gemeinsam mit ihrem Ehemann Jesko verfasste Esther A. Brudermann noch einen zweiten Interaktivband, der 1996 unter dem Titel Wer befreit die 5 Geschwister? erschien. Zuvor hatte das Autorenpaar 1994 bereits das Brettspiel 5 Geschwister auf der Abenteuerburg – Das Abenteuerspiel herausgebracht.
Die Serie entwickelte sich über mehrere Leser- und Hörergenerationen zum christlichen Kinderklassiker. Nach 24 Jahren seit Veröffentlichung der zehnten und bis dahin letzten Hörspielfolge stellte der Verlag Gerth Medien im August 2014 die ersten zwei Fortsetzungsfolgen des Autorenteam Tobias Schuffenhauer und Tobias Schier mit einem Public Listening der elften Folge 5 Geschwister im mysteriösen Leuchtturm vor.

## Bücher und Hörspielfolgen
| #  | Titel | Jahr | Jahr     | Verlag / Label | Anmerkungen |
| #  | Titel | Buch | Hörspiel | Verlag / Label | Anmerkungen |
| -- | --- | ---- | -------- | -------------- | --- |
| 1  | 5 Geschwister auf der Abenteuerburg                                                                               | 1980 | 1989     | Gerth Medien   | Hörspiel initial erschienen in Koproduktion mit Bella Musica                                                                                                 |
| 2  | 5 Geschwister lösen das Geheimnis der Abenteuerburg                                                               | 1981 | 1989     | Gerth Medien   | Originaltitel der Buch-Erstausgabe: Die Fünf Geschwister lösen das Geheimnis der Abenteuerburg; Hörspiel initial erschienen in Koproduktion mit Bella Musica |
| 3  | 5 Geschwister im unheimlichen Schloss                                                                             | 1981 | 1989     | Gerth Medien   | Hörspiel initial erschienen in Koproduktion mit Bella Musica                                                                                                 |
| 4  | 5 Geschwister im geheimnisvollen Palazzo                                                                          | 1982 | 1989     | Gerth Medien   | Hörspiel initial erschienen in Koproduktion mit Bella Musica                                                                                                 |
| 5  | 5 Geschwister im rätselhaften Herrenhaus                                                                          | 1983 | 1989     | Gerth Medien   | Hörspiel initial erschienen in Koproduktion mit Bella Musica                                                                                                 |
| 6  | 5 Geschwister im verlassenen Kloster                                                                              | 1983 | 1989     | Gerth Medien   | Hörspiel initial erschienen in Koproduktion mit Bella Musica                                                                                                 |
| 7  | 5 Geschwister in der sonderbaren Villa                                                                            | 1984 | 1989     | Gerth Medien   | Hörspiel initial erschienen in Koproduktion mit Bella Musica                                                                                                 |
| 8  | 5 Geschwister im ungewöhnlichen Pfarrhaus                                                                         | 1985 | 1989     | Gerth Medien   | Hörspiel initial erschienen in Koproduktion mit Bella Musica                                                                                                 |
| 9  | 5 Geschwister im merkwürdigen Jagdschloss                                                                         | 1986 | 1990     | Gerth Medien   | Hörspiel initial erschienen in Koproduktion mit Bella Musica                                                                                                 |
| 10 | 5 Geschwister im seltsamen Patrizierhaus                                                                          | 1987 | 1990     | Gerth Medien   | Hörspiel initial erschienen in Koproduktion mit Bella Musica                                                                                                 |
| 11 | 5 Geschwister im mysteriösen Leuchtturm                                                                           | 2016 | 2014     | Gerth Medien   | Erste Fortsetzungsfolge der Hörspielserie des Autorenteams Tobias Schuffenhauer und Tobias Schier                                                            |
| 12 | 5 Geschwister im verbotenen Grab                                                                                  | 2016 | 2014     | Gerth Medien   | |
| 13 | 5 Geschwister – Die vergessene Insel                                                                              | 2016 | 2015     | Gerth Medien   | |
| 14 | 5 Geschwister im unterirdischen Labyrinth                                                                         | 2016 | 2015     | Gerth Medien   | |
| 15 | 5 Geschwister – Gefahr auf dem Jahrmarkt                                                                          | 2017 | 2015     | Gerth Medien   | |
| 16 | 5 Geschwister auf dem düsteren Landgut                                                                            | 2017 | 2016     | Gerth Medien   | |
| 17 | 5 Geschwister – Der verborgene Gegenspieler                                                                       |      | 2016     | Gerth Medien   | |
| 18 | 5 Geschwister – Luthers Vermächtnis                                                                               |      | 2016     | Gerth Medien   | |
| 19 | 5 Geschwister – Der Schatten im ewigen Eis                                                                        |      | 2017     | Gerth Medien   | |
| 20 | 5 Geschwister – Angriff auf die Sternwarte                                                                        |      | 2017     | Gerth Medien   | |
| 21 | 5 Geschwister – Falsches Spiel zu Weihnachten                                                                     |      | 2017     | Gerth Medien   | |
| 22 | 5 Geschwister – Im Wilden Westen                                                                                  |      | 2018     | Gerth Medien   | |
| 23 | 5 Geschwister – Symphonie des Schreckens                                                                          |      | 2018     | Gerth Medien   | |
| 24 | 5 Geschwister – Im Netz der Spinne                                                                                |      | 2018     | Gerth Medien   | |
| -  | 5 Geschwister – Verschollen in Fernost A – Das Schwert des Samurais B – Im Tal des Todes C – Der Gott des Donners |      | 2019     | Gerth Medien   | Jubiläumsbox – 30 Jahre „5 Geschwister“ Beinhaltet 3 neue Hörspielfolgen                                                                                     |
| 25 | 5 Geschwister – Zurück in die Steinzeit                                                                           |      | 2019     | Gerth Medien   | |
| 26 | 5 Geschwister – Das Gold des Piraten                                                                              |      | 2020     | Gerth Medien   | |
| 27 | 5 Geschwister – Die Jagd im Hotel                                                                                 |      | 2020     | Gerth Medien   | |
| 28 | 5 Geschwister – Tappen im Dunkeln                                                                                 |      | 2020     | Gerth Medien   | |
| 29 | 5 Geschwister – Das Wunder von Rio                                                                                |      | 2021     | Gerth Medien   | |
| 30 | 5 Geschwister – Das Geheimnis der Maya                                                                            |      | 2021     | Gerth Medien   | |
| 31 | 5 Geschwister – Im Urwald der Träume                                                                              |      | 2021     | Gerth Medien   | |
| 32 | 5 Geschwister – In der verlorenen Stadt                                                                           |      | 2021     | Gerth Medien   | |
| 33 | 5 Geschwister – Das Erbe das Juweliers                                                                            |      | 2022     | Gerth Medien   | |
| 34 | 5 Geschwister – Im Haus der 4 Sinne                                                                               |      | 2022     | Gerth Medien   | |
| 35 | 5 Geschwister – Im Herzen Afrikas                                                                                 |      | 2022     | Gerth Medien   | |
| 36 | 5 Geschwister – Rückkehr zur Abenteuerburg                                                                        |      | 2023     | Gerth Medien   | |
| 37 | 5 Geschwister – Düstere Vergangenheit                                                                             |      | 2023     | Gerth Medien   | |
| 38 | 5 Geschwister – Der verschollenen Baron                                                                           |      | 2023     | Gerth Medien   | |
| 39 | 5 Geschwister – Die Geheimnisvolle Abtei                                                                          |      | 2023     | Gerth Medien   | |
| 40 | 5 Geschwister – Schreck im Tonstudio                                                                              |      | 2024     | Gerth Medien   | |
| 41 | 5 Geschwister – Im finsteren Schlossgarten                                                                        |      | 2024     | Gerth Medien   | |
| 42 | 5 Geschwister – Das Geheimnis in der Tiefe                                                                        |      | 2024     | Gerth Medien   | |
|    | 5 Geschwister – Der letzte Schrei                                                                                 |      | 2024     | Gerth Medien   | Sonderfolge zu Halloween |
| 43 | 5 Geschwister – Der tasmanische Schatz                                                                            |      | 2024     | Gerth Medien   | |
| 44 | 5 Geschwister – Gefährlich rieselt der Schnee                                                                     |      | 2023/24  | Gerth Medien   | Adventskalender |
| 45 | 5 Geschwister – Schmutziges Feuer                                                                                 |      | 2025     | Gerth Medien   | |
| 46 | 5 Geschwister – Die verborgene Grotte                                                                             |      | 2025     | Gerth Medien   | |
| 47 | 5 Geschwister – Zugfahrt ins Ungewisse                                                                            |      | 2025     | Gerth Medien   | |

## Figuren und Sprecher

### Hauptcharaktere
| # | Name       | Eigenschaften | Hörspielsprecher/in | Hörspielsprecher/in                             |
| # | Name       | Eigenschaften | Original            | Fortsetzung                                     |
| - | ---------- | --- | ------------------- | ----------------------------------------------- |
| 1 | Marianne   | Älteste der Geschwister (15 Jahre in der ersten Folge); kocht, backt, liest gern, führt Tagebuch, schreibt gelegentlich Gedichte | Justine Seewald     | Tjorven Lauber                                  |
| 2 | Petra      | 14 Jahre, mag Pflanzen und Tiere                                                                                                 | Katrin Landau       | Sarah Stoffers                                  |
| 3 | Hans-Georg | 13 Jahre, interessiert sich für Elektronik und Technik                                                                           | Stephan Hofmann     | Fabian Stumpf                                   |
| 4 | Esther     | 11 Jahre, begeistert von Burgen, Schlössern und Geheimgängen                                                                     | Simone Kraft        | Lisa Kielbassa                                  |
| 5 | Alexander  | Jüngster der Geschwister (10 Jahre), mag Tiere, sammelt Briefmarken, Freunde nennen ihn auch Sascha                              | Peter Menger        | Jan-Micha Nietsch; Tim Auner (Folgen 11 und 12) |

### Prominente Sprecher in Gästerollen
- Doris Loh – als Frau Martin (Folgen 1 und 2)
- Jochen Rieger – als Gärtner (Folge 5)
- Margret Birkenfeld – als Frau Haugen (Folge 7)
- Eckart zur Nieden – als Herr Gaumer (Folge 7)
- Hanno Herzler – als Baron Zerbach (Folge 18)
- Jürgen Werth – als Pfarrer Tuak (Folge 19)
- Daniel Schneider – als Anwalt (Folge 20)
- Helmut Krauss – als John Silver (Folge 22)